# 源盛長
源 盛長（みなもと の もりなが）は、平安時代後期の貴族。醍醐源氏高明流、備前守・源長季の子。官位は従四位下・淡路守。蹴鞠の名手として知られた。

## 経歴
始め白河天皇在位中に昇殿を聴され、右衛門尉に任官する。同時期に六位蔵人も務めた。堀河天皇の即位後は、藤原師実の家司としての活動が目立ち、たびたび師実とその子師通間の伝達役となった。。寛治2年（1088年）11月には春日祭において前駆を勤めたが、この時点で五位の位階にあったことが知られる。同年12月に左衛門佐に任ぜられ、寛治7年（1093年）には中宮大進となり中宮・篤子内親王に仕えた。
寛治8年（1094年）3月、師実の孫・忠実が左近衛大将に任ぜられて慶賀を申す折には前駆に勤仕。同年6月13日に中宮大進を辞退したが、永長2年（1097年）正月に従四位下に叙せられた。後、康和5年（1103年）頃に淡路守を務めた。極位は従四位上。晩年は出家して淡路入道を称された。
蹴鞠の名手で、承暦4年（1080年）に行われた内裏の鞠会に名が見える。また『今鏡』には藤原師実の前で上手に鞠を蹴って師実の賞賛されたため、同じく師実の家司で蹴鞠での競合相手であった藤原行綱の妬心を起こさせた話がある。

## 系譜
- 父：源長季
- 母：不詳
- 妻：平貞舒の娘
  - 長男：源盛家（1070-1125）
- 生母不明の子女
  - 男子：源盛季
  - 三男：源家時（?-?）
  - 男子：源盛経（?-?）
  - 男子：仁延